# Рохлин, Оскар Вульфович
Оскар Вульфович Рохлин (англ. Oskar W. Rokhlin; 30 декабря 1937, Киев — 13 декабря 2018, Айова) — советский и американский биохимик, молекулярный биолог, историк науки, доктор биологических наук; мемуарист, популяризатор науки.

## Биография
Оскар Рохлин родился 30 декабря 1937 года в еврейской семье. Детство его прошло в послевоенном Киеве. В 1955—1960 годах он учился в Московском фармацевтическом институте, работал в аптеке три года, а затем поступил в аспирантуру по иммуногенетике к В. П. Эфроимсону (его первый аспирант), мемуары о котором он впоследствии написал. Кандидатскую защитил в 1967, докторскую по теме «Свойства и биосинтез аллельных вариантов лёгких полипептидных цепей иммуноглобулинов»— в 1977 году. С 1967 по 1981 работал в Институте молекулярной биологии АН, а затем — заведующим лабораторией иммунологии Всесоюзного кардиологического научного центра.
В круг научных интересов Рохлина входило изучение способов получения урокиназы, получения моноклональных антител к лёгким Ά -цепям иммуноглобулинов человека, исследования в области биотехнологии, в том числе очистки и определения урокиназы в биологических жидкостях.
С 1990 года работал в США, в отделении патологии Айовского университета (зав. этой кафедрой д-р проф. Коэн называл Рохлина фактическим соруководителем их лаборатории). Труды этого периода посвящены молекулярным механизмам рака предстательной железы; индекс Хирша 30.
Дочь, внучка.

### Воспоминания
Оскар Рохлин оставил после себя не только научные труды и открытия, но и ценные для истории советской науки мемуары. После выхода на пенсию у Рохлина появилась возможность записать свои воспоминания. Он нашёл преданного издателя в лице Евгения Берковича, который подготовил и напечатал подробные мемуары Рохлина «Три жизни», где автор рассказывает о своём детстве и судьбе в науке. В журнале Берковича «Мастерская» Рохлин в 2016—2017 годах опубликовал воспоминания которые называются «Друзья», цикл из 4-х статей об известных и ярких людях, окружавших его. Кроме того в журнале вышли его «Заметки по еврейской истории», пронзительные воспоминания о послевоенном Киеве. Все эти издания стали ценным материалом для историков.

## Публикации
- Рохлин, Оскар Вульфович, Рохлин О. В.	Свойства и биосинтез аллельных вариантов легких полипептидных цепей иммуноглобулинов : автореф. дис…. д-ра биол. наук / АН СССР, Ин-т молекулярной биологии. М., 1977
- Брондз Б. Д., Рохлин О. В. Молекулярные и клеточные основы иммунологического распознавания. М.: Наука, 1978. — 335 с.